# El caso del calcetín
El caso del calcetín es una historieta de 1976 del dibujante de cómics español Francisco Ibáñez protagonizada por Mortadelo y Filemón.

## Sinopsis
Una organización enemiga ha robado una fórmula para producir energía nuclear a base de bellotas. Para pasarla por la frontera la han camuflado en un calcetín que compró un turista. Pero se perdió la pista sobre ese turista, solo se conoce el autobús en el que viajó. Mortadelo y Filemón ayudados por una lista de pasajeros de ese autobús tendrán que recuperar el calcetín antes de que lo consiga el enemigo.
Al final no sirve de nada ya que la esposa del Súper lava el calcetín con la fórmula dentro borrándola por completo.